# Podlaska Biblioteka Cyfrowa
Podlaska Biblioteka Cyfrowa (PBC) – biblioteka cyfrowa zajmująca się gromadzeniem i udostępnianiem w postaci zdigitalizowanej dorobku piśmiennictwa Podlasia, wschodniego Mazowsza i Suwalszczyzny oraz Kresów Wschodnich. Koordynatorem przedsięwzięcia realizowanego przez Konsorcjum Bibliotek Naukowych Miasta
Białegostoku jest Biblioteka Uniwersytecka w Białymstoku. PBC powstała w 2006 r. w ramach dofinansowania z funduszy strukturalnych Unii Europejskiej. Biblioteka działa w ramach Federacji Bibliotek Cyfrowych w Polsce, a jej zbiory udostępniane są także za pośrednictwem portalu Europeana – europejska biblioteka cyfrowa.

## Kolekcje
Materiały zgromadzone w bibliotece podzielono na następujące kolekcje:
- Dziedzictwo kulturowe
- Kartografia
- Kolekcja Czesława Miłosza
- Kolekcja Tomasza Venclovy
- Kresy Wschodnie Rzeczypospolitej
- Materiały naukowo-dydaktyczne
- Materiały regionalne
- Muzykalia

W kolekcji regionalnej szczególne miejsce zajmują lokalne czasopisma i gazety. Umieszczanie tego typu druków rozpoczęto już w 2006 roku. Uczestnicy projektu postanowili doprowadzić do zgromadzenia tytułów wszystkich gazet i czasopism wychodzących w Białymstoku w dwudziestoleciu międzywojennym oraz zabezpieczenia przed zniszczeniem roczników dwóch dzienników regionalnych wychodzących po II wojnie światowej („Gazety Białostockiej” i „Kuriera Podlaskiego”). Twórcom biblioteki udało się zdigitalizować również m.in. takie czasopisma, jak „Głos Uczniowski”, „Jutrzenka Białostocka”, „Chata Polska” czy „Region Białostocki”. Egzemplarze digitalizowanych czasopism pochodzą z bibliotek Białegostoku oraz innych miast Polski.
Skanowaniem swych zbiorów zajmują się pracownicy każdej instytucji tworzącej Podlaską Bibliotekę Cyfrową. W ramach wolontariatu przy digitalizacji poszczególnych woluminów pracują również białostoccy studenci bibliotekoznawstwa.

## Uczestnicy projektu
Podlaską Bibliotekę Cyfrową tworzy dziesięć instytucji:
- Biblioteka Uniwersytecka w Białymstoku
- Książnica Podlaska
- Archiwum Państwowe w Białymstoku
- Biblioteka Archidiecezjalnego Wyższego Seminarium Duchownego
- Biblioteka Politechniki Białostockiej
- Biblioteka Uniwersytetu Medycznego
- Biblioteka Uniwersytetu Muzycznego
- Biblioteka Pedagogiczna Centrum Edukacji Nauczycieli
- Fundacja Pogranicze w Sejnach
- Stowarzyszenie Kulturalne „Collegium Suprasliense”

## Instytucje współpracujące
Z Podlaską Biblioteką Cyfrową stale współpracują następujące instytucje:
- Białostockie Towarzystwo Naukowe
- Polskie Towarzystwo Historyczne, oddział w Białymstoku
- Miejska Biblioteka Publiczna w Łomży
- Biblioteka Publiczna im. Marii Konopnickiej w Suwałkach
- Biblioteka Publiczna w Mońkach
- Muzeum Wojska w Białymstoku
- Podlaski Wojewódzki Konserwator Zabytków w Białymstoku